# Alice in Wonderland (pel·lícula de 1933)
Alice in Wonderland és una pel·lícula estatunidenca dirigida per Norman Z. McLeod el 1933.

## Argument
En una avorrida tarda d'hivern, Alice somnia que està visitant el país de darrere del mirall.
Resulta un malson surrealista, amb totes les classes de les coses estranyes que li passen a ella, com canviar la seva mida o jugar al croquet amb flamencs.

## Al voltant de la pel·lícula
L'any després de la pel·lícula la protagonista Charlotte Henry va interpretar el paper de Bo-Peep al costat de Laurel & Hardy en la pel·lícula Babes in Toyland. En la pel·lícula Henry és una pastora feliç, enamorada del fill de Tom-Tom. No obstant això, un fosc personatge anomenat Silas Barnaby intenta espatllar la seva relació, pretenent que Bo-Peep es casi amb ell, ric, maleducat i obstinat.

## Producció
La pel·lícula va ser produïda per la Paramount Pictures.

## Distribució
Distribuïda per la Paramount Pictures, la pel·lícula va ser estrenada als cinemes dels EUA el 22 de desembre de 1933. Fins i tot avui en dia, la pel·lícula es transmet de vegades en països de parla anglesa en canals de televisió com Turner Classic Movies. Originalment, la pel·lícula va durar 90 minuts, però quan EMKA va comprar els drets de televisió de la pel·lícula a finals dels 50, es va reduir a 77 min.

## Repartiment
- Richard Arlen: Gat de Cheshire
- Roscoe Ales: Peix
- William Austin: Grifó
- Raymond Hatton: Ratolí
- Gary Cooper: Cavaller blanc
- W.C. Fields: Humpty Dumpty
- Leon Errol: Oncle Silbert
- Louise Fazenda: Reina blanca
- Alec B. Francis: Rei de cors
- Skeets Gallagher: Conill
- Cary Grant: Falsa tortuga
- Lilian Harmes: Cuiner
- Charlotte Henry: Alice
- Sterling Holloway: Gripau
- Roscoe Karns: Tweedle Dee
- Baby LeRoy: Joker
- Mae Marsh: Ovella
- Polly Moran: Dodo Bird
- Jack Oakie: Tweedle Dum
- Edna May Oliver: Reina vermella
- May Robson: Reina de cors
- Charlie Ruggles: Llebre de març
- Ford Sterling: Rei blanc
- Alison Skipworth: Duquessa
- Edward Everett Horton: el que fa barrets